# Heinkel He 177
De Heinkel He 177 is de enige langeafstands-bommenwerper die de Duitse Luftwaffe tijdens de Tweede Wereldoorlog in belangrijke aantallen in dienst had.
Het toestel zou de taken van de Heinkel He 111 overnemen, maar er werd smalend over gezegd, vanwege van de onophoudelijke reeks van problemen bij de ontwikkeling, dat het meer Duitsers dan Engelsen of Amerikanen had gedood.
De specificatie voor het toestel voorzag niet alleen dat het een zware bommenlast over een grote afstand tegen een snelheid van 536 km/h moest kunnen vervoeren maar dat het ook duikvluchten kon maken. Heinkel kon dit enkel realiseren door de luchtweerstand te verminderen. Daarom besloot hij de vier Daimler-Benz motoren twee-aan-twee te koppelen zoals hij voordien succesvol gebruikt had in de Heinkel He 119. Daarnaast wilde men de geschutskoepels van op afstand kunnen bedienen.
Daimler-Benz had grote problemen bij de bouw van de motoren en tot 1943 vloog het toestel zo vaak in brand dat het de bijnaam de vliegende aansteker kreeg.
Ondanks dit moeizame begin bewees de He 177 zich als een krachtige en snelle lange afstandsbommenwerper en maritieme verkenner die geliefd was bij de bemanningen. Geregeld werden successen behaald boven Rusland en Engeland ("Operatie Steinbock"). Echter, in 1944 werd de productie van strategische bommenwerpers stopgezet ten voordele van eenmotorige jagers die de geallieerde bommenwerpers dringend moesten tegenhouden. Van de meer dan 1000 gebouwde He 177's werden de laatste tientallen zonder motoren gebouwd en in reserve geplaatst met het oog op hen in latere tijden nog te vervolledigen en in te zetten.
Een ander project was de Heinkel He 177B of later Heinkel He 277 genaamd. Dit was een He 177 met vier aparte DB 603-motoren maar dit type kwam te laat en werd uiteindelijk niet meer in productie genomen.
Een gelijkaardige variant was de Heinkel He 274 die eveneens vier aparte motoren had maar geoptimaliseerd was voor vluchten op grote hoogte. Dit toestel werd in Frankrijk ontwikkeld maar door de bevrijding moest de ontwikkeling gestopt worden. Na de oorlog hernamen de Fransen de ontwikkeling tijdelijk.
Eenheden die met de He 177 vlogen: Stab, I., II., III. en IV./KG 1, I./KG 4,
I., II. en IV./KG 40, I./KG 50, I., II. en IV./KG 100
Specificaties (He 177A-5/R2):
- Defensieve bewapening:
  - 1 MG 81J, een 7,92mm-machinegeweer (vooraan in de cockpit),
  - 1 MG 151/20, een 20mm-kanon voor en
  - 1 MG 131, een 13mm-machinegeweer achter (in de buikgondel),
  - 2 MG 131, twee 13mm-machinegeweren in voorste rugkoepel,
  - 1 MG 131, een 13mm-machinegeweer in achterste rugkoepel,
  - 1 MG 151/20, een 20mm-kanon in de staart.